# Bischofspalast Kielce

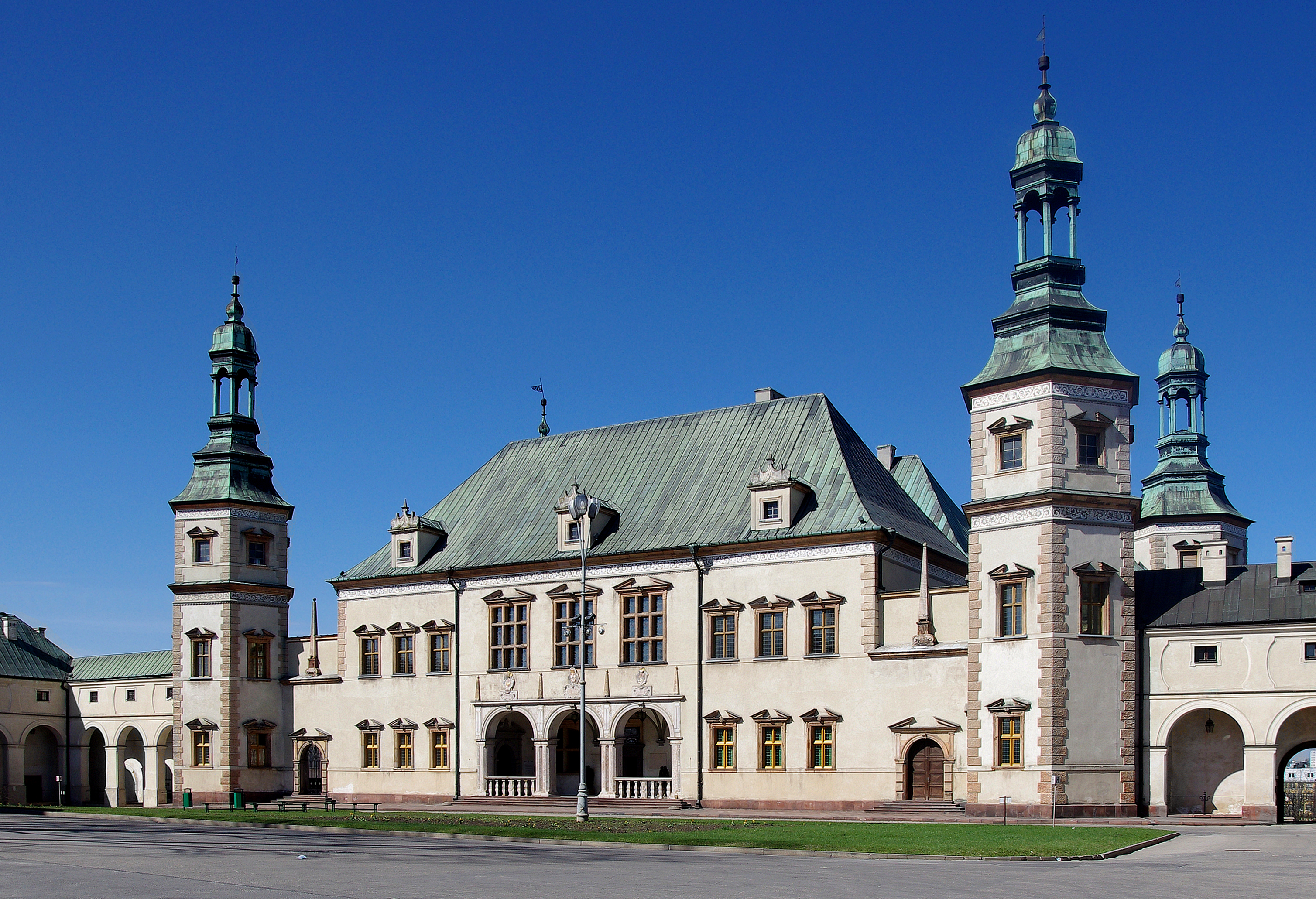
Vorderansicht des Palastes

Der Palast der Krakauer Bischöfe in Kielce (polnisch pałac Biskupów Krakowskich w Kielcach) ist die ehemalige Sommerresidenz der Bischöfe von Krakau in Kielce, Polen. Erbaut wurde das Gebäude im 17. Jahrhundert (1637–1644) im manieristisch-frühbarocken Stil, wobei italienische und polnische Einflüsse in besonderer Weise kombiniert wurden. Gegenwärtig wird das Gebäude für eine Gemäldesammlung des polnischen Nationalmuseums genutzt.

## Geschichte
Die Kielcer Residenz wurde durch Kanzler Jakub Zadzik angelegt.

Das 1637 begonnene Gebäude zeigt ein hoch aufragendes Dach und wird seitlich von Türmen flankiert. Der symmetrische, dreiteilige Plan, die Loggien, die Türme und auch die innere Gestaltung erinnern an die Königlichen Residenzen der unmittelbar vorangegangenen Zeit wie Schloss Ujazdowski oder die ursprüngliche Villa Regia in Warschau. Der Palast wird als das Hauptwerk von Tommaso Poncini aus Lugano (ca. 1590–1659) betrachtet, auf den die Architektur zahlreicher Gebäude in Polen zurückgeht.

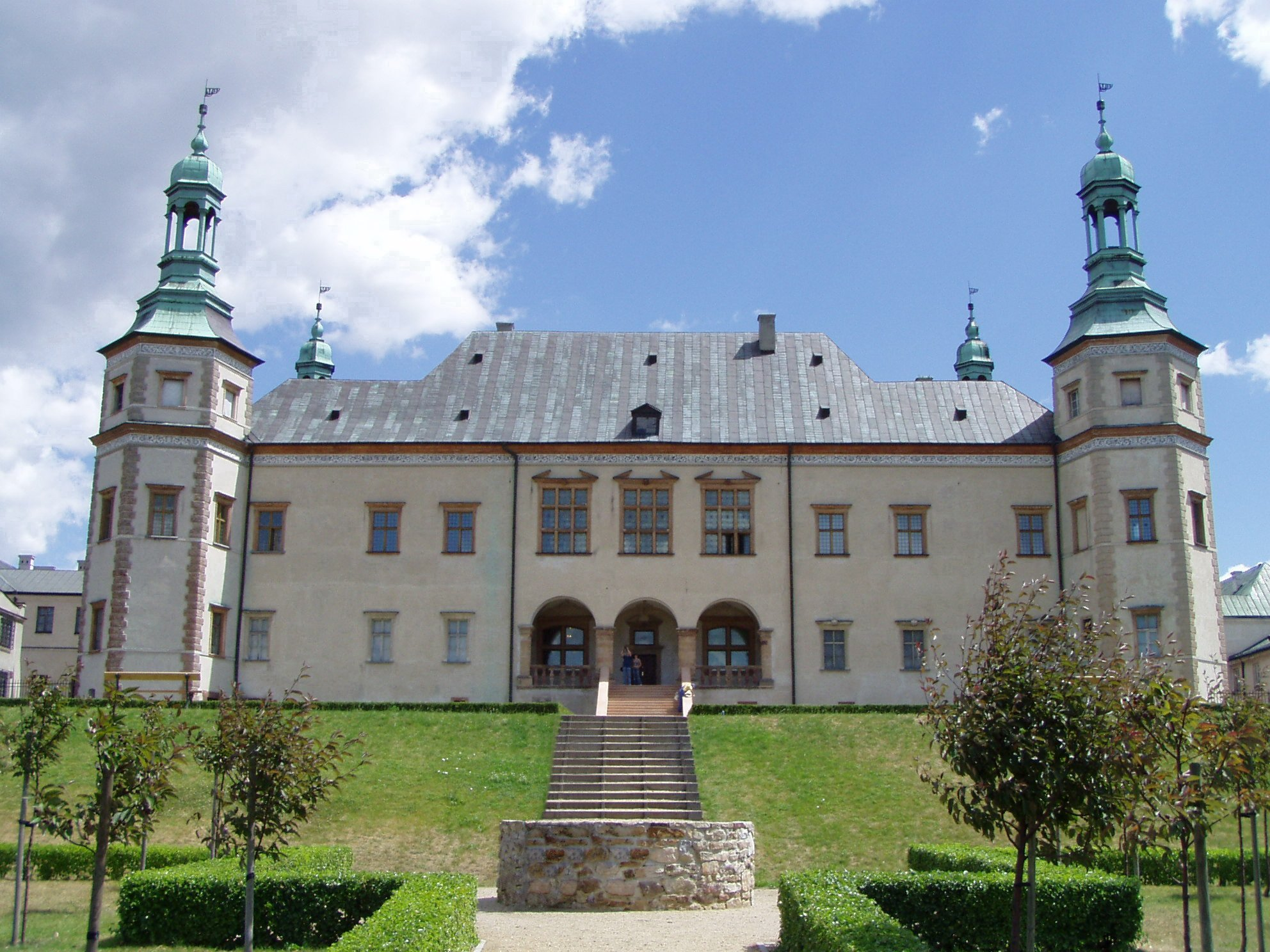
Gartenfassade des Palastes

Der Palast wurde im 18. Jahrhundert vergrößert und nach französischem Stil umgestaltet. Auf beiden Seiten des Hofes wurden nun einstöckige Flügel errichtet. Der Renaissancegarten wurde in jüngerer Zeit rekonstruiert.

## Nutzung
Nach der Nationalisierung der bischöflichen Besitztümer (1789) waren im Palast verschiedene Institutionen untergebracht, so die
- Bergbau-Hauptverwaltung (1816–1827)
- Bergbau-Akademie, die erste technische Universität in Polen
- Provinzialregierung der russischen Provinz Kielce (1867–1914)

Während der Zweiten Polnischen Republik wurden die im 19. Jahrhundert entfernte Turmhauben wieder errichtet sowie die Innengestaltung rekonstruiert. Von 1919 bis 1939 sowie zwischen 1945 und 1970 befand sich im Palastgebäude die Wojewodschaftsverwaltung der Woiwodschaft Kielce. Seit 1971 ist der Palast eine Zweigstelle des Nationalmuseums. 